# Operation: Vietnam
Operation: Vietnam est un jeu vidéo d'action développé par Coyote Console et édité par Majesco, sorti en 2007 sur Nintendo DS.

## Accueil
- Jeuxvideo.com : 10/20[1]